# Copa África-Ásia-Pacífico da FIFA
A Copa África-Ásia-Pacífico da FIFA  é uma competição oficial de futebol da Federação Internacional de Futebol (FIFA) que faz parte da Copa Intercontinental da FIFA, servindo como uma fase de play off para a semifinal da Copa. Tem formato bastante semelhante à antiga Copa Afro-Asiática, fundada em 1986 pela Confederação Asiática de Futebol (AFC) e pela Confederação Africana de Futebol (CAF), sendo descontinuada em 1998. A diferença é que neste novo modelo também há a participação de um representante da Confederação de Futebol da Oceania (OFC).
Desde 2024, a competição promove os confrontos entre os vencedores da Liga dos Campeões da AFC, da Liga dos Campeões da CAF e da Liga dos Campeões da OFC, sendo disputada em mata-mata. O Al-Ahly é o atual detentor do título.
O vencedor da Copa África-Ásia-Pacífico se classifica para a Copa Challenger, em que enfrenta o campeão do Dérbi das Américas.

## Formato
Em mando de campo definido por melhor posição no ranking da FIFA, o campeão da OFC enfrenta o campeão asiático ou africano, o que é revezado a cada ano. Esta alternância foi definida a partir de um sorteio para a primeira edição. O vencedor prossegue contra o outro campeão continental, também com direito de sede ao melhor ranqueado.

### Esquema
Anos pares
|  | Primeira fase                         | Primeira fase |                |  | Final | Final |
|  |                                       |               |                |  |       |       |
|  | Play off da Copa África-Ásia-Pacífico |               |                |  |       |       |
|  |                                       |               |                |  |       |       |
|  | Campeão da AFC                        |               |                |  |       |       |
|  | Final da Copa África-Ásia-Pacífico    |               |                |  |       |       |
|  | Campeão da OFC                        |               |                |  |       |       |
|  | Vencedor da AFC/OFC                   |               |                |  |       |       |
|  |                                       |               |                |  |       |       |
|  |                                       |               | Campeão da CAF |  |       |       |
|  |                                       |               |                |  |       |       |
|  |                                       |               |                |  |       |       |
|  |                                       |               |                |  |       |       |
|  |                                       |               |                |  |       |       |

Anos ímpares
|  | Primeira fase                         | Primeira fase |                |  | Final | Final |
|  |                                       |               |                |  |       |       |
|  | Play off da Copa África-Ásia-Pacífico |               |                |  |       |       |
|  |                                       |               |                |  |       |       |
|  | Campeão da CAF                        |               |                |  |       |       |
|  | Final da Copa África-Ásia-Pacífico    |               |                |  |       |       |
|  | Campeão da OFC                        |               |                |  |       |       |
|  | Vencedor da CAF/OFC                   |               |                |  |       |       |
|  |                                       |               |                |  |       |       |
|  |                                       |               | Campeão da AFC |  |       |       |
|  |                                       |               |                |  |       |       |
|  |                                       |               |                |  |       |       |
|  |                                       |               |                |  |       |       |
|  |                                       |               |                |  |       |       |

## Resultados

### Por clube
| Clube         | Títulos  | Vices    | 3.º colocado |
| ------------- | -------- | -------- | ------------ |
| Al-Ahly       | 1 (2024) | 0        | 0            |
| Al Ain        | 0        | 1 (2024) | 0            |
| Auckland City | 0        | 0        | 1 (2024)     |

### Por país
| País                   | Títulos  | Vices    | 3.º colocado |
| ---------------------- | -------- | -------- | ------------ |
| Egito                  | 1 (2024) | 0        | 0            |
| Emirados Árabes Unidos | 0        | 1 (2024) | 0            |
| Nova Zelândia          | 0        | 0        | 1 (2024)     |

### Por confederação
| Confederação | Títulos  | Vices    | 3.º colocado |
| ------------ | -------- | -------- | ------------ |
| CAF          | 1 (2024) | 0        | 0            |
| AFC          | 0        | 1 (2024) | 0            |
| OFC          | 0        | 0        | 1 (2024)     |

## Artilheiros
| Ano  | Artilheiro(s)   | Equipe | Gol(s) |
| ---- | --------------- | ------ | ------ |
| 2024 | Soufiane Rahimi | Al Ain | 2      |

## Transmissão
A transmissão do torneio em 2024 ficou a cargo dos canais de streaming FIFA+ e CazéTV,  nos dois jogos, e do canal de TV fechada SporTV, apenas na final.